# Tratados de arquitectura escritos en España
Tratados de arquitectura en España o de España
La teoría del arte y de la arquitectura española ha despertado poco interés fuera de España, pero incluso en España no se ha realizado ningún análisis profundo sobre el tema. Esto es aún más sorprendente sí se tiene en cuenta que en España surgió una serie tratados con aportaciones a la teoría de la arquitectura, cuya significación alcanza a toda Europa y llega hasta América Latina. Aquí hemos de limitarnos a algunos puntos de este desarrollo, sobre todo a aquéllos que han tenido repercusiones en el resto de Europa.

## Tratados de arquitectura del Renacimiento español
En el siglo XVI, la literatura española sobre arquitectura se desarrolló bajo la influencia de modelos italianos. Sobre todo son modelos determinantes Marco Vitruvio, Leon Battista Alberti, Sebastiano Serlio y Giacomo Barozzi da Vignola. Ya en 1552 apareció una edición española del tercer y cuarto libro de Sebastiano Serlio, y en 1582, una traducción completa de Vitruvio y de Alberti.

### Tratado de Diego de Sagredo

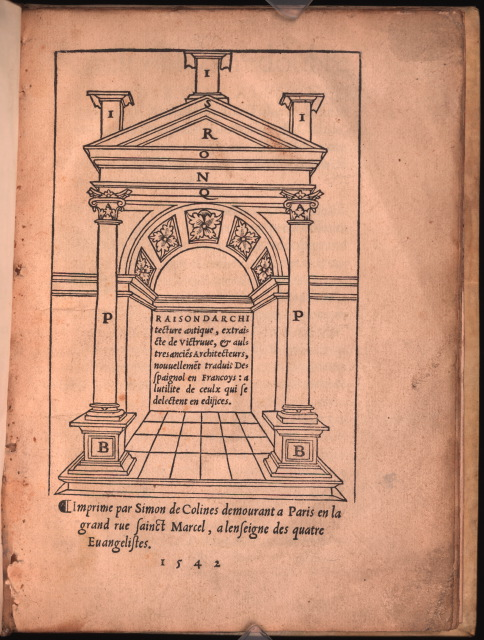
Traducción al francés de Medidas del Romano (Raison d'architecture antique). París, 1542.

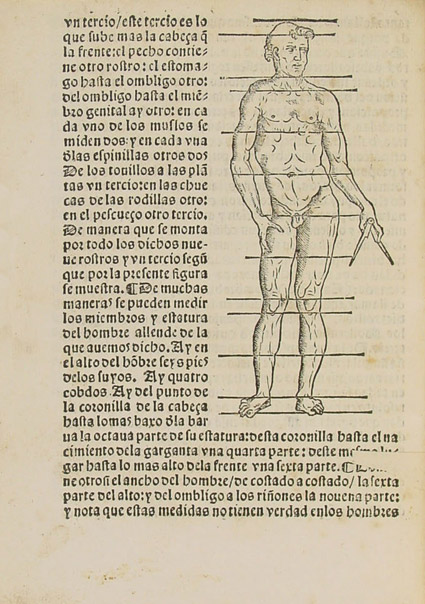
Ilustración de Medidas del Romano con un estudio de las proporciones humanas.

El interés por Vitruvio tiene su primera expresión en un pequeño escrito que alcanzó gran popularidad y que fue difundido por Europa en múltiples ediciones y traducciones: las "Medidas del Romano" del sacerdote Diego de Sagredo. De Sagredo sólo se sabe que estuvo en Italia hasta 1522 -sobre todo en Florencia y en Roma- y que a su vuelta a España se desenvolvió en el círculo del arzobispo de Toledo Alonso de Fonseca, a quien dedicó las "Medidas".
El escrito de Diego de Sagredo fue concebido en forma de un diálogo entre un tal Tampeso (Sagredo) y el pintor León Picardo. 
Sagredo trató exclusivamente de la teoría de las proporciones y de los órdenes arquitectónicos. Al hablar de la arquitectura como una ciencia, que él relacionó con los secretos y experiencias de natura, y de su deseo de aplicarla en beneficio del bien común, se percibe claramente la influencia de Alberti.

### Tratado de Francisco de Holanda
La obra de Francisco de Holanda (1517-84), un arquitecto portugués de origen
holandés, quien manifestó la tendencia a utilizar los modelos de la Antigüedad y del Renacimiento italiano al servicio de las artes plásticas y de la arquitectura de su país. Francisco de Holanda es particularmente conocido por sus conversaciones -de autenticidad no probada-con Miguel Ángel. Estuvo en Italia de 1538 a 1540 y retornó a Portugal con una gran colección de dibujos propios que no publicó. Los dibujos contienen modelos de la Antigüedad y del Renacimiento para la escultura, la pintura y la arquitectura (incluida la arquitectura militar).
Llaman la atención las proporciones extrañamente bajas y anchas de sus ilustraciones sobre arquitectura. Un tratado con propuestas arquitectónicas para Lisboa, concluido en 1571, tampoco fue publicado en vida del autor.

### Tratado de Cristóbal de Villalón
Cristóbal de Villalón, un clérigo español que había viajado mucho y que conocía de primera mano Italia, Francia, Flandes, Constantinopla y el Monte Athos, fue autor de un escrito notable por su búsqueda de un punto de vista propio.
En 1539 apareció su "Ingeniosa comparación entre lo antiguo y lo presente". El texto fue redactado en forma de diálogo, siguiendo el modelo de Sagredo, y con una buena dosis de autocomplacencia comparó la arquitectura española del presente con la arquitectura italiana de la Antigüedad y del Renacimiento. Ha de tenerse en cuenta que Villalón no realzó una arquitectura italianizante como la de Machuca, sino la arquitectura plateresca de la catedral de León, donde aplicó por primera vez en sentido positivo el concepto obras de plata a la arquitectura.

### Tratado de Rodrigo Gil de Hontañón
El tratado de Rodrigo Gil de Hontañón (1500/10-77) constituye una singularísima combinación de la tradición de talleres góticos de orientación centroeuropea con ideas del Renacimiento italiano; el autor puede ser considerado como el principal representante de un plateresco moderado. Pero su tratado se conoce sólo a través de la reelaboración hecha en 1681 por el arquitecto salmantino Simón García, de manera que se hace necesaria una compleja demarcación entre la tradición arquitectónica medieval, la posición de Rodrigo Gil en el siglo XVI y la de Simón García en el siglo XVII. La importancia de este tratado ha sido comparada con la del Libro de taller de Víllard de Honnecourt. 
Además, la antropometría de origen vitruviano que aplicó Rodrigo Gil a la arquitectura adquirió otro cariz si se tiene en cuenta el arquetipo de Francesco di Giorgio Martini, quien no es mencionado en ningún momento, pero cuya significación como fuente de primera importancia ya fue puesta en evidencia en el caso de Sagredo. En todo caso, en la lista de los autores utilizados figura Cataneo, de quien se sabe que empleó la teoría de las proporciones antropométricas de Francesco di Giorgio.

### Tratado de Juan de Arfe y Villafañe
El más completo tratado español sobre escultura y arquitectura impreso durante el siglo XVI es obra del orfebre de origen alemán Juan de Arfe y Villafañe (1535-1603). Fue publicado en 1585-87  y consta de cuatro libros que se refieren a geometría, proporciones humanas y animales, teoría de los órdenes arquitectónicos, proporciones en la construcción de iglesias y en la orfebrería. Arfe sostuvo el principio renacentista de que todas las proporciones debían de derivarse del cuerpo humano, para lo cual su principal fuente son los "Vier Bücher von menschlicher Proportion" ("Cuatro Libros de las Proporciones Humanas") (1528) de Durero. En el tercer libro aplicó su sistema de proporciones incluso a los animales.
Planteó un cuadro histórico en el que relacionó la Antigüedad griega y romana, pasando por el Renacimiento italiano, con los grandes escultores españoles Alonso González Berruguete y Felipe Vigarny.
A Arfe le interesaron sobre todo las indicaciones prácticas. En el cuarto libro presentó una teoría de los órdenes arquitectónicos basada en Sebastiano Serlio, pero enriquecida en cada caso con elementos platerescos. Como sexto orden introdujo un orden "ático". A partir de la teoría de los órdenes arquitectónicos pasó a describir sus trabajos de orfebrería y dio una explicación muy precisa acerca de la construcción de sus custodias. 
Acabó el tratado con la presentación y análisis de la custodia de la catedral sevillana, su obra más espléndida. Los cuatro baldaquines superpuestos. En forma piramidal disminuyen de su altura y anchura a medida que ascienden. Con su obra consiguió establecer una relación entre el plateresco y la teoría arquitectónica del Renacimiento.

### Tratado de Juan de Herrera
Juan de Herrera (aprox. 1530-97) fue exponente de una arquitectura austera y dogmática, en la doctrina de Jacopo Vignola. Su nombre se asoció sobre todo con la obra de El Escorial, comenzada por su maestro, y con la catedral de Valladolid.
Herrera jugó en 1582 un papel determinante en la fundación de una academia de matemáticas en Madrid y estudió en profundidad obras de ocultismo, lo que prueba el inventario de su biblioteca. 
Escribió un "Discurso de la Figura Cúbica" en el que aparece una referencia constante el "Ars generalis" del místico, alquimista y enciclopedista catalán Ramon Llull (1235-1316) devoto de Llull como todo el círculo en torno a Felipe II. En su tratado, Herrera derivó todas las medidas y proporciones de la naturaleza a partir del cubo. La relación de estos principios con la planificación de El Escorial fue estudiada y documentada por René Taylor; el fresco de Luca Cambiaso en el coro de la iglesia de El Escorial representa la Gloria, y Dios Padre y Cristo ponen sus pies sobre un cubo; también los frescos de Pellegrino Tebaldi en la biblioteca representan ideas de los lulistas sobre geometría.  En su tiempo Felipe II fue admirado como un "nuevo Salomón" y El Escorial como el "nuevo Templo de Salomón". Por ello, no ha de sorprender que algunos de los intentos por reconstruir el Templo de Salomón procedieran del círculo más cercano a Felipe II y que fueran protegidos por éste. Al parecer, Juan de Herrera también participó en las discusiones de este propósito y en su biblioteca se encontraba una copia de un tratado sobre el Templo de Salomón. Sin embargo, en su obra clave sobre El Escorial (1589) no hizo referencia a la relación entre éste y los intentos de reconstrucción del Templo de Salomón.